# Catharinea anomala
Catharinea anomala là một loài rêu trong họ Polytrichaceae. Loài này được Bryhn mô tả khoa học đầu tiên năm 1886.
Danh pháp khoa học của loài này chưa được làm sáng tỏ. 